# كيث لو
كيث لو (بالإنجليزية: Keith Law)‏ هو محرر أمريكي، ولد في 1 يونيو 1973 في سميثتاون في الولايات المتحدة.